# Bibliothèques des amis de l'instruction
Les bibliothèques des amis de l'instruction (BAI) sont des bibliothèques populaires fondées à l'origine par des artisans ou des ouvriers. Leur statut privé et associatif les distingue des bibliothèques populaires communales. Elles inquiètent rapidement le pouvoir républicain qui leur impose ses conditions dès 1874 : le ministère de l'Instruction publique leur affecte un service, une commission est chargée d'examiner et de censurer les catalogues tandis que des livres sont concédés aux établissements en échange d'un contrôle de l’État (envoi du catalogue au ministère, inspections, etc.). En perdant un peu de leur indépendance, ces bibliothèques ont enrichi leurs fonds. La tutelle publique semble toutefois s'être exercée avec bienveillance.

## Jean-Baptiste Girard, ouvrier typographe

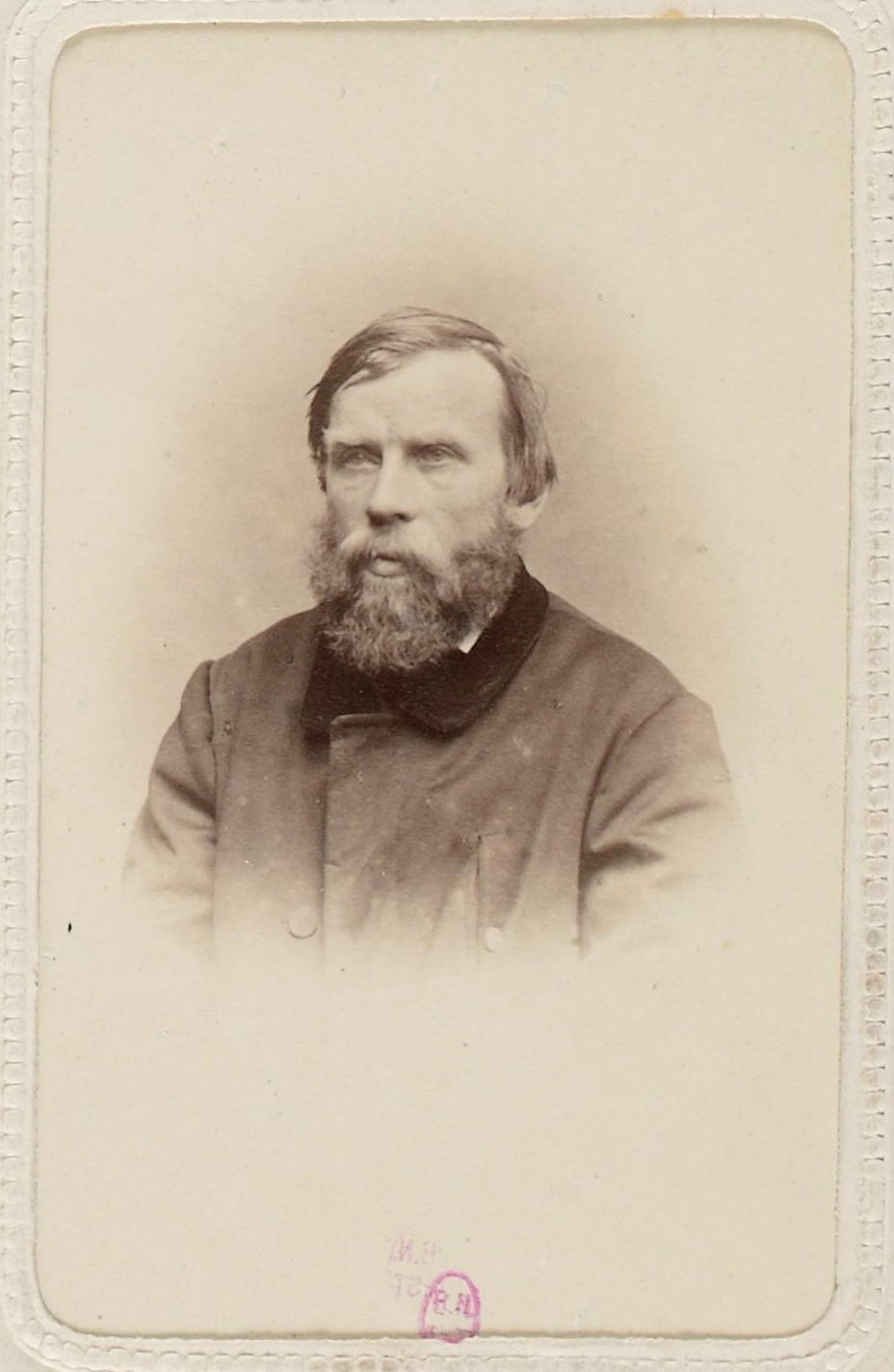
Jean Baptiste Girard, photographie vers 1880 (?), source Gallica.

Fondée en 1861 par des artisans et ouvriers du quartier, (lithographes, bijoutiers, opticiens, graveurs), la bibliothèque des amis de l'instruction du IIIe arrondissement est la première bibliothèque parisienne de prêt. Son fonctionnement coopératif répond d'abord à la volonté de ses fondateurs de se créer un véritable outil de travail et de développement intellectuel. Jean-Baptiste Girard (1821-1900), son initiateur, est un ouvrier lithographe imprégné de conceptions fouriéristes.

Fils de paysans de la Haute-Marne, « successivement homme de peine, cocher de fiacre, lithographe », Jean-Baptiste Girard n'est pas un intellectuel. La crise qui frappe la lithographie en 1848 le laisse sur le pavé. Il décide alors de s'inscrire à la récente Association philotechnique, présidée par Auguste Perdonnet. Issu de l'association polytechnique, cet organisme travaille à l'alphabétisation et à l'instruction du monde ouvrier. Girard s'implique dans plusieurs associations ouvrières où il est peu à peu imprégné d'idées saint-simoniennes, fouriéristes et du mutualisme de Proudhon. On le trouve ainsi parmi les bénévoles de l'Association des instituteurs fondée par Jeanne Deroin, lingère et institutrice, féministe, socialiste pacifiste et mystique travaillant à la « régénération de l'humanité ». Il devient le secrétaire de l'Union des associations fraternelles ouvrières, fondée en octobre 1849. Après la grande manifestation des Arts et Métiers du 13 juin 1849, l'Union est interdite par le pouvoir conservateur. Girard tente en vain de négocier auprès du préfet le droit de poursuivre ses activités. Les réunions se maintiennent cependant dans un appartement loué par Jeanne Deroin. Le 29 mai 1850 une centaine de policiers arrêtent les principaux membres. Conduits au dépôt, ceux-ci trompent l'ennui en lisant un livre jugé subversif : La Destinée sociale de Victor Considerant. Comme ses amis, Girard est inculpé pour appartenance à une société secrète et pour réunion politique interdite, son domicile est perquisitionné. Les pièces trouvées nourrissent le procès et permettent de l'accuser de d'associationnisme, de socialisme, voire d'anarchisme : 
« Suin : Dans un autre écrit, vous parlez de « la bourgeoisie cupide et égoïste ». 
Girard : Je ne disais pas cela dans un mauvais sentiment. Je repousse partout la brutalité ; l'homme doit parler par la raison et non par la force. »
Condamné à un an de prison et à 300 Fr d'amendes, Girard purge sa peine durant 22 mois à Sainte-Pélagie, faute de pouvoir s'acquitter de l'amende. La bibliothèque qu'il trouve dans cette prison a peut-être contribué à inspirer ses futurs projets d'émancipation intellectuelle pour la classe ouvrière.

## La bibliothèque des amis de l'instruction du IIIearrondissement

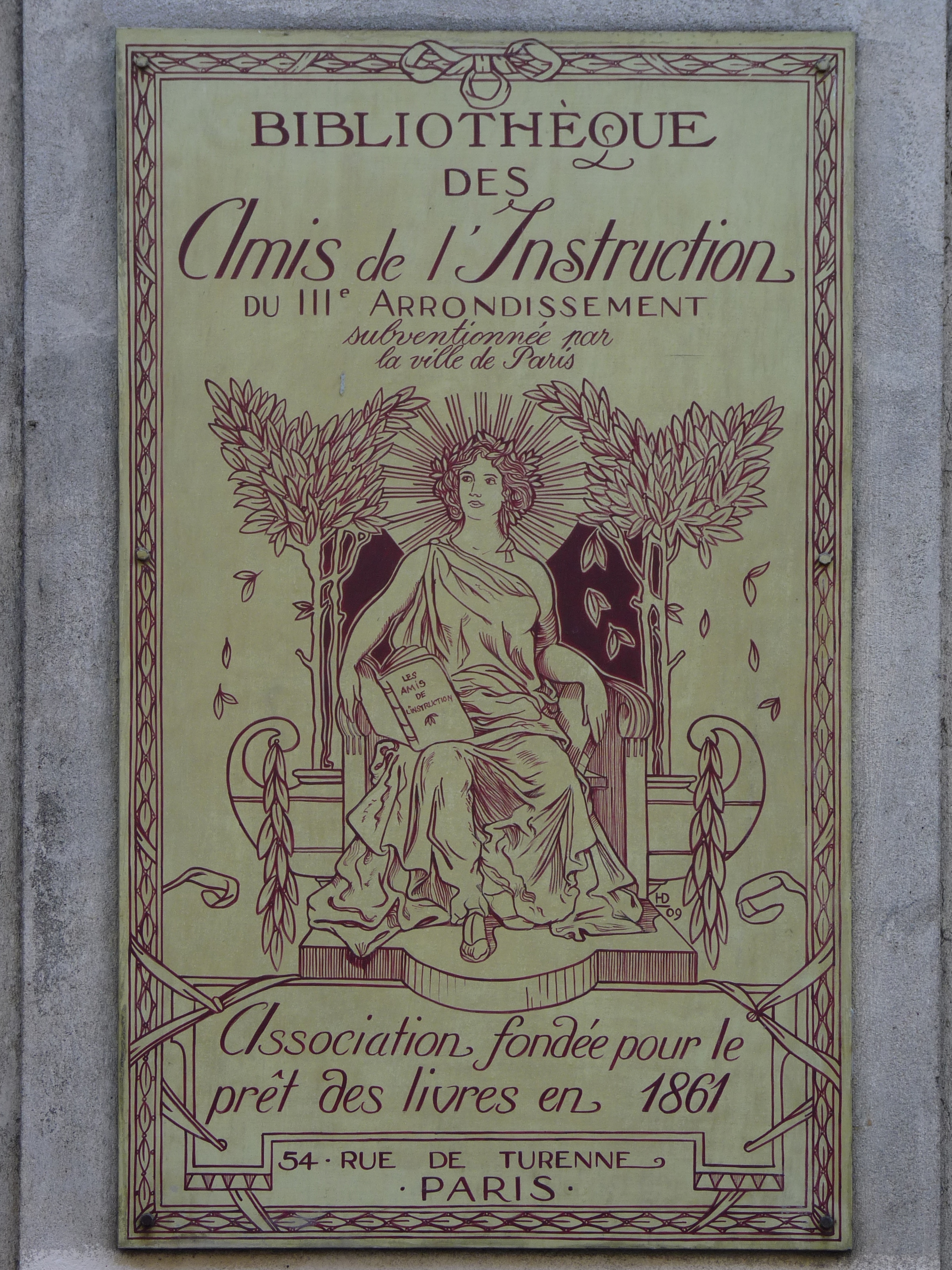
Bibliothèque des amis de l'instruction du IIIe arrondissement

À sa sortie de prison, Girard poursuit ses études et fonde la première bibliothèque des amis de l'instruction, dans le troisième arrondissement de Paris, le 17 mars 1861. Celle-ci est gérée par un comité composé d'au moins 50 % d'ouvriers. Aussi son fonctionnement contraste avec celui des bibliothèques populaires communales : les femmes y ont accès, les ouvrages peuvent être emportés à domicile ; en payant sa cotisation, l'adhérent devient copropriétaire des livres et a le droit de participer à la rédaction des statuts et des règlements, à la nomination d'une administration dont il peut faire partie. Enfin, un « registre des demandes » garantit le caractère démocratique de la constitution du catalogue. Finalement, le bureau valide les choix de l'Association dans un « but de procurer à ses adhérents tous les livres nécessaires à leur instruction ou a leur délassement ».
Malgré leurs antécédents d'ailleurs soigneusement maquillés, Girard et ses amis n'ont pas immédiatement rencontré l'hostilité du pouvoir impérial qui cherche alors à se concilier une partie de la classe ouvrière. Girard est ainsi amené à collaborer avec le colonel Favé, aide de camp de l'Empereur.
 
En 1863 cependant, le succès et l'autonomie de la BAI éveillent la méfiance du maire d'arrondissement qui souhaite en être désigné le président honoraire. Les Amis de l'instruction refusent cette immixtion du pouvoir politique et la bibliothèque, immédiatement dénoncée comme un repaire de « factieux » et d'« anarchistes », dispose de 12 heures pour quitter l'annexe de la mairie.
Elle entame alors de longues pérégrinations qui la conduisent de l’École centrale des Arts et Métiers, rue de Thorigny, à un local municipal situé au 48 rue de Sévigné puis, en 1884, dans les combles de l’hôtel Montrésor, au 54 rue de Turenne. C'est sous l'influence d'Auguste Perdonnet, alors directeur de l'école centrale située à cette adresse, que la BAI ouvre à nouveau... mais amputée de 50 % de ses sociétaires ! En effet, ses statuts sont dénaturés de telle façon que la base n'ait plus d'influence sur son administration : le militant impliqué devient un simple usager. Jaloux de leur autonomie, les membres fondateurs se recomposent autour d'autres bibliothèques, notamment celle du Ve arrondissement, mais aussi à Hortes, village natal de Girard, et à Vernon.

 
Sous la direction d'Auguste Perdonnet (1801-1867), l'association est reconnue d'intérêt public et dotée d'importantes subventions. Le nouveau directeur n'a pas le même profil sociologique : fils d'un riche agent de change, exclu de l'École polytechnique pour ses activités politiques, il a fait l'École des mines et voyage dans toute l'Europe. Il a foi dans un progrès technique qui doit apporter la paix sociale. Le chemin de fer constitue pour lui le principal outil de ce développement, à tel point qu'un député le surnomme « le patriarche des chemins de fer ». Soucieux de l'instruction des ouvriers, il organise des cours du soir, fonde une bibliothèque, et s'attache tout particulièrement à lancer des cycles de conférences :
« Nous avons créé un nouveau mode d'enseigner dont nous espérons de bons résultats. Ce mode d'enseignement consiste en CONFERENCES qui auront lieu le dimanche, sur les grandes découvertes des temps modernes, sur les grands progrès de l'industrie. »
Proche du pouvoir impérial, Perdonnet insiste sur la nécessité d'une tutelle gouvernementale : « La création des bibliothèques populaires peut rendre de grands services. Mais il faut pour cela qu'une surveillance sévère soit exercée sur le choix des livres, et éviter qu'elles soient détournées de leur but ».
À la mort de Perdonnet en 1867, Henri Harant reprend les statuts d'origine et renoue avec l'esprit associationniste et coopératif des fondateurs. La bibliothèque est ainsi conçue comme un outil venant compléter des cours dispensés par une société coopérative, portant « sur toutes les matières » et destinés à la classe ouvrière. Ce projet échoue, mais la bibliothèque donne des conférences publiques qui peuvent attirer 400 à 500 personnes. Alors que les bibliothèques municipales ouvertes par les mairies sont encore boudées par une classe ouvrière sensible au paternalisme intellectuel de ces institutions, les bibliothèques populaires libres se multiplient à Paris. On en compte ainsi une bonne quinzaine en 1898. Jean-Baptiste Girard joue encore un rôle de premier plan dans la fondation de la BAI d'Asnières, l'une des plus importantes puisqu'elle rassemble, vers 1877, plus de 400 sociétaires autour de 8 000 volumes.

## La bibliothèque aujourd'hui
En 1884, les locaux alloués à la bibliothèque des amis de l'instruction étaient dans un premier temps dans les combles du 54 rue de Turenne. Puis elle a emménagé dans les locaux actuels (rez-de-chaussée et premier étage) à partir de 1918. Les quatre petites pièces en question ont été miraculeusement conservées dans leur état initial et les collections ont été entretenues au fil des ans par l'assiduité et le dévouement des bénévoles de l'association. Il s'agit aujourd'hui d'un véritable lieu de mémoire riche d'une vingtaine de milliers d’ouvrages et d'archives (1850-1930), collections qui témoignent d'une aventure intellectuelle originale. L'Association fondée en 1861 s'est ainsi maintenue jusqu'à nos jours et poursuit notamment la tradition des conférences. Depuis 1984, ces « soirées de lecture » concernent la culture populaire et plus largement l'histoire culturelle du XIXe siècle. Les orateurs sont parfois des historiens renommés comme Madeleine Rebérioux, Maurice Agulhon, Michèle Perrot, Pierre Nora, Pascal Ory, Mona Ozouf, Benjamin Stora, Jacques Rancière, Noë Richter ou Roger Chartier. 
La BAI a fait l'objet d'un colloque en 1984, fédérant un grand nombre de chercheurs autour de l'histoire de ses enjeux sociaux, culturels et politiques. Se posait déjà la question de sa vocation à devenir une sorte de Centre d'histoire populaire, un laboratoire pour la recherche sur la lecture...
Un nouveau colloque a eu lieu les 6 et 7 juin 2014. Il s'est déroulé à la bibliothèque de l'Arsenal, à Paris et a fait l'objet d'un ouvrage,. 
Les communications du colloque  peuvent être écoutées sur le site de la B.A.I. 
De même, plus de 220 conférences peuvent être écoutées et vues sur ce site, à travers le kiosque à conférences.
Enfin, il est possible de suivre l'ensemble des activités de l'association à travers l'agenda.